# Dipodomys microps
Dipodomys microps är en däggdjursart som först beskrevs av Clinton Hart Merriam 1904.  Dipodomys microps ingår i släktet känguruspringmöss, och familjen påsmöss. IUCN kategoriserar arten globalt som livskraftig.
Arten blir i genomsnitt 112 mm lång (huvud och bål) och den har en cirka 158 mm lång svans. Vikten ligger vid 55 g. Pälsen på ovansidan har en brun till gråbrun färg och undersidan är vit. Liksom hos andra känguruspringmöss är de bakre extremiteterna betydlig längre än de främre. Framtänderna är nästan raka och de påminner om en huggmejsel i formen.
Denna gnagare förekommer i västra USA från Idaho och Oregon i norr till Kalifornien och Arizona i syd. Den lever i halvöknar med några glest fördelade buskar och i torra buskskogar. Typiska växter i utbredningsområdet är Coleogyne ramosissima, Grayia spinosa och arter av bocktörnesläktet (Lycium).
Individerna lever utanför parningstiden ensam och de gräver underjordiska bon. Arten äter främst blad och frön som ibland kompletteras med svampar och insekter. Den är aktiv mellan skymningen och gryningen och den lagrar föda i boet. Dipodomys microps går på marken eller klättrar i låga delar av växtligheten. Den håller ingen vinterdvala. Beroende på utbredning sker parningen i februari/mars eller mellan april och juni. Honan är 30 till 34 dagar dräktig och föder en till fyra ungar, vanligen två. Allmänt förekommer bara en kull eller sällan två kullar per år. De flesta individer lever cirka ett år.

## Underarter
Arten delas enligt Catalogue of Life i följande underarter:
- D. m. leucotis
- D. m. microps

Wilson & Reeder (2005) listar däremot 13 underarter.